# メキタジン
メキタジン（Mequitazine）はフェノチアジン系の抗ヒスタミン薬であり、抗コリン作用を併せ持つ。アレルギーおよび鼻炎などの治療に用いられる。錠剤のほか、シロップおよび細粒があり、小児（1歳以上）にも用いることができる。商品名ニポラジン、ゼスラン。一般用医薬品でも単剤として、または配合剤として販売されている。

## 効能・効果
- 気管支喘息
- アレルギ―性鼻炎
- 蕁麻疹
- 皮膚疾患に伴う瘙痒（湿疹・皮膚炎、皮膚瘙痒症）

## 禁忌
緑内障のある患者、下部尿路の閉塞性疾患（前立腺肥大など）のある患者には禁忌である。

### 慎重投与
腎障害のある患者（特に長期使用）、高齢者には慎重投与とされている。

## 副作用
重大な副作用として知られているものは、ショック、アナフィラキシー様症状、肝機能障害、黄疸、血小板減少である。（いずれも頻度不明。）
深い眠り、倦怠感、眩暈、協調不能に若干の眠気などの中枢神経抑制、頭痛、精神運動障害および抗ムスカリン効果などの副作用がある。稀に、発疹、過敏反応、血液疾患、痙攣、発汗、筋肉痛、感覚異常、錐体外路効果、振戦、錯乱、睡眠と胃腸障害、耳鳴り、低血圧、脱毛、感光性、黄疸が発現する。

## 相互作用
飲酒、バルビツール系薬剤、睡眠薬、オピオイド系鎮痛薬、抗不安薬、鎮静薬、抗精神病薬の中枢神経抑制作用を増強する。
アミノグリコシド系抗生物質による聴神経障害の兆候をマスクする。スピラマイシンとの併用でQT延長が報告されている。